# Mercurio (I)
El mercurio (I) es un estado de oxidación aparente en que se encuentra el mercurio. En realidad, se trata de un dímero formado por dos cationes mercurio (I) unidos mediante un enlace covalente.  En soluciones ácidas existe como catión mercurioso, Hg22+.

## Obtención
El catión mercurioso puede obtenerse por oxidación del mercurio elemental con ácido nítrico diluido y frío.
6 Hg0 + 2 NO3- + 8 H+ → 3 Hg22+ + 2 NO2 + 4 H2O

## Comportamiento ácido-base
El catión mercurioso, Hg22+, se encuentra solamente en soluciones ácidas. Al aumentar el pH se produce un precipitado negro de óxido mercurioso, Hg2O que dismuta expontáneamente a óxido mercúrico, HgO y mercurio elemental, Hg0.
Hg22+ + 2 OH-  Hg2O ↓
Hg2O ↓ → HgO ↓ + Hg0